# José Touré
José Touré (Nancy, 24 de abril de 1961) é um ex-futebolista profissional francês que atuava como meia-atacante, campeão olímpico em Los Angeles 1984

## Carreira
Em clubes, jogou por Nantes, Bordeaux e Monaco.
Com problemas pessoais (envolvimento com o alcoolismo, prisão por ter agredido a esposa), Touré encerra a carreira com apenas 29 anos, em 1990, e decide ir para o Mali. 2 anos depois, foi contratado para ser comentarista do Canal+, e apresentar um programa de rádio (Chez José).

## Carreira na Seleção
José Touré representou o seu país nos Jogos Olímpicos de Verão de 1984, conquistando a medalha de ouro. Era nome certo para a Copa de 1986, quando sofreu uma grave lesão no joelho na partida entre Nantes e Inter de Milão. Para seu lugar, foi convocado Jean-Pierre Papin.
Em 6 anos de carreira internacional, foram 16 partidas e quatro gols marcados.

## Títulos
Nantes
- Ligue 1: 1979—80, 1982—83

Bordeaux
- Ligue 1: 1986—87
- Copa da França: 1986—87

França
- Jogos Olímpicos: 1984
- Copa dos Campeões CONMEBOL–UEFA: 1985